# Spangsbjerg (Esbjerg)
 For alternative betydninger, se Spangsbjerg. (Se også artikler, som begynder med Spangsbjerg)
Spangsbjerg er en bydel i Esbjerg. Bydelen ligger i Gjesing Sogn
og hører til Esbjerg Kommune.
Stednavnet "Spangsbjerg" kan føres tilbage til 1606, hvor det hed "Sponngsbierig", og hentyder muligvis til den smalle bro, også kaldet en spang, der har været over Spangsbjerg Møllebæk. I området fandtes oprindeligt kun en vandmølle.

## Spangsbjerg Mølle
Spangsbjerg mølle omtales første gang i 1427, hvor den hører under gården Spangsbjerg i Jerne Sogn, men i 1627 skiltes gård og mølle ad, og møllen kom derved til at høre under Bryndum Sogn, hvorfra Gjesing Sogn sidenhen er udskilt.
Frem til 1668 hørte møllen under Bramminge Hovedgård og Endrupholm, men her mageskiftes den med Kongen og kommer i privateje. I 1737 køber Magister Maturin Castensen, præst ved Jerne Kirke møllen, der ved hans død kommer ind under det Maturinske legat, der sælger den videre til en lokal landmand. Møllen fortsætter i privateje med skiftende ejere resten af dens levetid.
I 1834 brænder møllen, men bliver genopført. I 1859 sker der en totalrenovering af møllen, hvor der endvidere bliver bygget en vindmølle ved siden af vandmøllen. I 1906 og igen i 1908 brænder gården, og i 1917 bliver mølle og gård solgt til en kartoffelmelsfabrik ved navn A/S Spangsbjerg Mølles Kartoffelmelsfabrik, da det kneb med kartoffelmel henimod slutningen af 1. verdenskrig. I 1923 nedlægges kartoffelmelsfabrikken og gården bliver drevet videre som almindeligt landbrug frem til 1940 hvor Holger Willadsen på Solbakkegård får overdraget møllegården, der nedrives i 1942, hvor mølledammen samtidigt afvandes. På tomten hvor møllen har ligget blev anlagt et lille anlæg med en mindesten over møllen.
I 1959 blev møllegården solgt til Bryndum Kommune, der hurtigt begyndte at udstykke jordene til bebyggelse for det ekspanderende Esbjerg.